# Young Blood
Pour les articles homonymes, voir Youngblood.
Albums de Jerry Lee Lewis
Last Man Standing
(2006)
Young Blood est un album de Jerry Lee Lewis, sorti le 23 mai 1995.

## Liste des chansons
1. I'll Never Get Out of This World Alive  (Fred Rose / Hank Williams) (2:11)
2. Goosebumps (Al Anderson / Andy Paley) (2:33)
3. Things (Bobby Darin) (2:43)
4. Miss the Mississippi and You  (Bill Haley/ Eric Schoenberg) (3:37)
5. Young Blood (Jerry Leiber / Doc Pomus / Mike Stoller) (2:19)
6. Crown Victoria Custom '51  (Jerry Lee Burton / Jerry Lee Lewis / Kenny Lovelace / Andy Paley) (3:02)
7. High Blood Pressure (Huey "Piano" Smith) (2:53)
8. Restless Heart (Jerry Lee Burton / Kenny Lovelace / Andy Paley / Jacques Richmond) (2:46)
9. Gotta Travel On (Paul Clayton / Larry Ehrlich / Lee Hays / Fred Hellerman / Dave Lazar / Dave Lazer / Pete Seeger / Tom Six) (2:05)
10. Down the Road a Piece (Don Raye) (2:28)
11. It Was the Whiskey Talkin' (Not Me) (Mike Kernan / Andy Paley / Jonathan Paley) (3:40)
12. Poison Love  (Elmer Laird) (3:44)
13. One of Them Old Things  (Hoy Lindsey / Jo-El Sonnier) (2:49)
14. House of Blue Lights  (Don Raye / Freddie Slack) (1:51)